# Thriller Night
Thriller Night is een Amerikaanse korte film geregisseerd door Gary Trousdale en Sean Bishop. Het duurt 6 minuten inclusief aftiteling. Het is de zevende korte film van de shrek-franchise. Het verscheen voor het eerst op 13 september 2011 op de Nintendo Video service op de Nintendo 3DS. Op 28 augustus 2012 verscheen het met 2 andere korte films op DVD en blu-ray. Het werd gemaakt door DreamWorks Animation (de animatie-afdeling van Paramount Pictures).  Het is de tweede Halloween-special in deze franchise. De korte film is tevens ook een parodie op Thriller van Michael Jackson.

## Plot
Het is Halloween. Shrek, Fiona, Donkey en de gelaarsde kat keken naar een film in de bioscoop, maar Shrek loopt naar buiten omdat hij de film niet eng genoeg vindt. De rest loopt achter hem aan. Donkey begint met hulp van de kat Thriller te zingen om Shrek op te vrolijken. Shrek en Fiona zien het, maar lopen weg. Wanneer ze het kerkhof passeren, komen alle doden tot leven waaronder Heer Farquaad, Prins Charmant en de rattenvanger van Hamelen. De zombies omsingelen vervolgens Shrek en zijn vrienden, maar opeens pakt de rattenvanger zijn fluit. De rattenvanger maakt van Fiona, Donkey en de kat ook zombies. Hij dwingt tevens ook zo iedereen inclusief de andere zombies om te dansen terwijl Donkey Thriller verder zingt. Shrek is de enige die een beetje zichzelf onder controle kan houden en hij probeert ondertussen tevergeefs de fluit uit de rattenvanger zijn handen te halen. Op het einde van het liedje slaagt Shrek er dan toch in en hij breekt meteen de fluit doormidden. Vervolgens vallen alle zombies Shrek aan. Dan blijkt het vervolgens allemaal een droom geweest te zijn. Shrek is gewoon tijdens het begin van de film in slaap gevallen.

## Rolverdeling
- Michael Gough als Shrek de oger
- Dean Edwards als Donkey
- Holly Fields als Princess Fiona de oger
- André Sogliuzzo als Puss in Boots
- Walt Dohrn als Repelsteeltje
- Cody Cameron als Pinocchio & The Three Little Pigs
- Conrad Vernon als Gingerbread Man & Mongo
- Sean Bishop als Lord Farquaad, Prince Charming & King Harold
- Brentley Gore als Thelonius
- Pinky Turzo als The Fairy Godmother
- Matt Mahaffey als Captain Hook
- Bobby Kimball als The Headless Horseman
- Jeremy Steig als Pied Piper

De overige zombies werden ingesproken door Jerry Clarke en Mark McCracken.